# Stewart Llewellyn
Pas d'image ? Cliquez ici

a Compétitions nationales et continentales officielles uniquement.

Stewart Llewellyn, né le 29 février 1924 à Abertillery (pays de Galles) et mort le 10 décembre 2002, était un joueur de rugby à XIII gallois évoluant au poste d'ailier dans les années 1940 et 1950. Il a notamment joué pour St Helens RLFC où il y rejoint le temple de la renommée. Il commence sa carrière en rugby à XV à l'« Abertillery RU Club » avant de changer de code pour le rugby à XIII en signant à St Helens.